# Triticum macha
Triticum macha là một loài thực vật có hoa trong họ Hòa thảo. Loài này được Dekapr. & Menabde miêu tả khoa học đầu tiên năm 1932.